# 11696 Capen
11696 Capen eller 1998 FD74 är en asteroid i huvudbältet som upptäcktes den 22 mars 1998 av LONEOS vid Anderson Mesa Station. Den är uppkallad efter astronomen Charles Franklin Capen.